# Nathan Hale

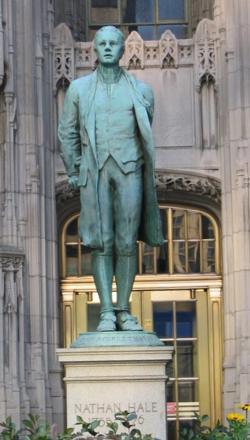
Estatua en memoria de Nathan Hale, situada en la Tribune Tower de Chicago.

Nathan Hale (6 de junio de 1755 - 22 de septiembre de 1776) fue un soldado del Ejército Continental durante la Guerra de Independencia de los Estados Unidos. Primer espía estadounidense, se ofreció como voluntario para espiar a los británicos pero fue capturado. Antes de ser ejecutado, afirmó: Solo lamento tener una única vida que perder por mi país. Desde entonces Hale está considerado como un héroe de la independencia estadounidense y, en 1985, fue oficialmente designado como "héroe del estado de Connecticut".

## Biografía
El capitán Nathan Hale nació en Coventry (Connecticut) en 1755. En 1768, cuando tenía trece años de edad, fue enviado junto con su hermano Enoch al Yale College. Tras graduarse con honores, Hale pasó a ser profesor, primero en East Haddam y después en New London. 
Cuando comenzó la guerra de independencia en 1775, se unió a las milicias de Connecticut, donde fue elegido teniente primero. Tras participar su milicia en el Asedio de Boston, Hale pasó al séptimo regimiento del Ejército Continental. Tras ser ascendido a Capitán, pasó a dirigir una pequeña unidad durante la defensa de Nueva York.
Durante la Batalla de Long Island Nathan Hale se ofreció voluntario, el 8 de septiembre de 1776, para infiltrarse en las líneas enemigas e informar de los movimientos de las tropas británicas. Durante su misión la ciudad de Nueva York cayó en manos de las fuerzas británicas el 15 de septiembre, por lo que George Washington se vio obligado a replegarse al norte. Hale fue capturado por las tropas enemigas pocos días después.
De acuerdo a la época los espías estaban considerados como combatientes ilegales, por lo que eran ahorcados. En la mañana del 22 de septiembre, Hale fue conducido hasta el parque de Artillería, cercano a un pub llamado Dove Tavern, donde fue ahorcado con tan solo 21 años de edad. Los británicos le ofrecieron decir sus últimas palabras, que fueron las siguientes: Solo lamento tener una única vida que perder por mi país. Sin embargo, otros historiadores apuntan a que esas palabras son una revisión de: Estoy tan satisfecho con la causa en la que me he enrolado que solo lamento no tener más vidas que ofrecer al mismo.